# Bílý Potok (district de Liberec)
Bílý Potok (en allemand : Weißbach) est une commune du district et de la région de Liberec, en République tchèque. Sa population s'élevait à 704 habitants en 2021.

## Géographie
Bílý Potok se trouve près de la frontière avec la Pologne, à 17 km au nord-est de Liberec et à 105 km au nord-est de Prague. Cette commune est au cœur de la région la plus pluvieuse d'Europe.
La commune est limitée par Lázně Libverda au nord et à l'est, par la Pologne à l'est, par Kořenov au sud, et par Hejnice au sud-ouest et à l'ouest.

## Histoire
Ce village a été établi par Melchior de Redern en 1594. Au XVIIIe siècle, il s'y regroupa plusieurs moulins à papier retraitant le chiffon de lin, et plus d'une dizaine de scieries. Pendant deux siècles, ce village a été un centre actif du bûcheronnage.
Le village a été particulièrement touché par les crues de la Wittig en 2010.

## Galerie

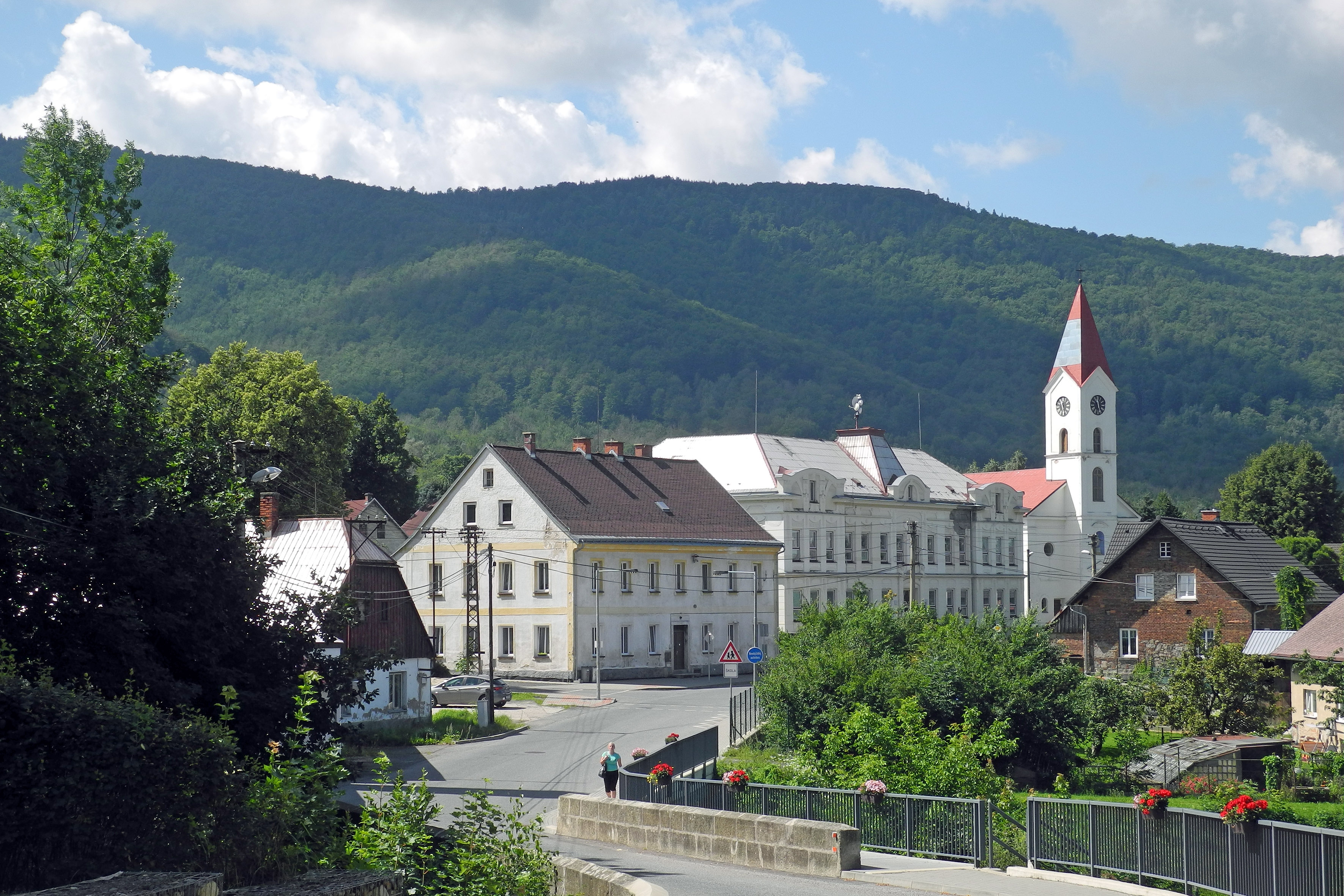
École et église de la Sainte-Trinité.
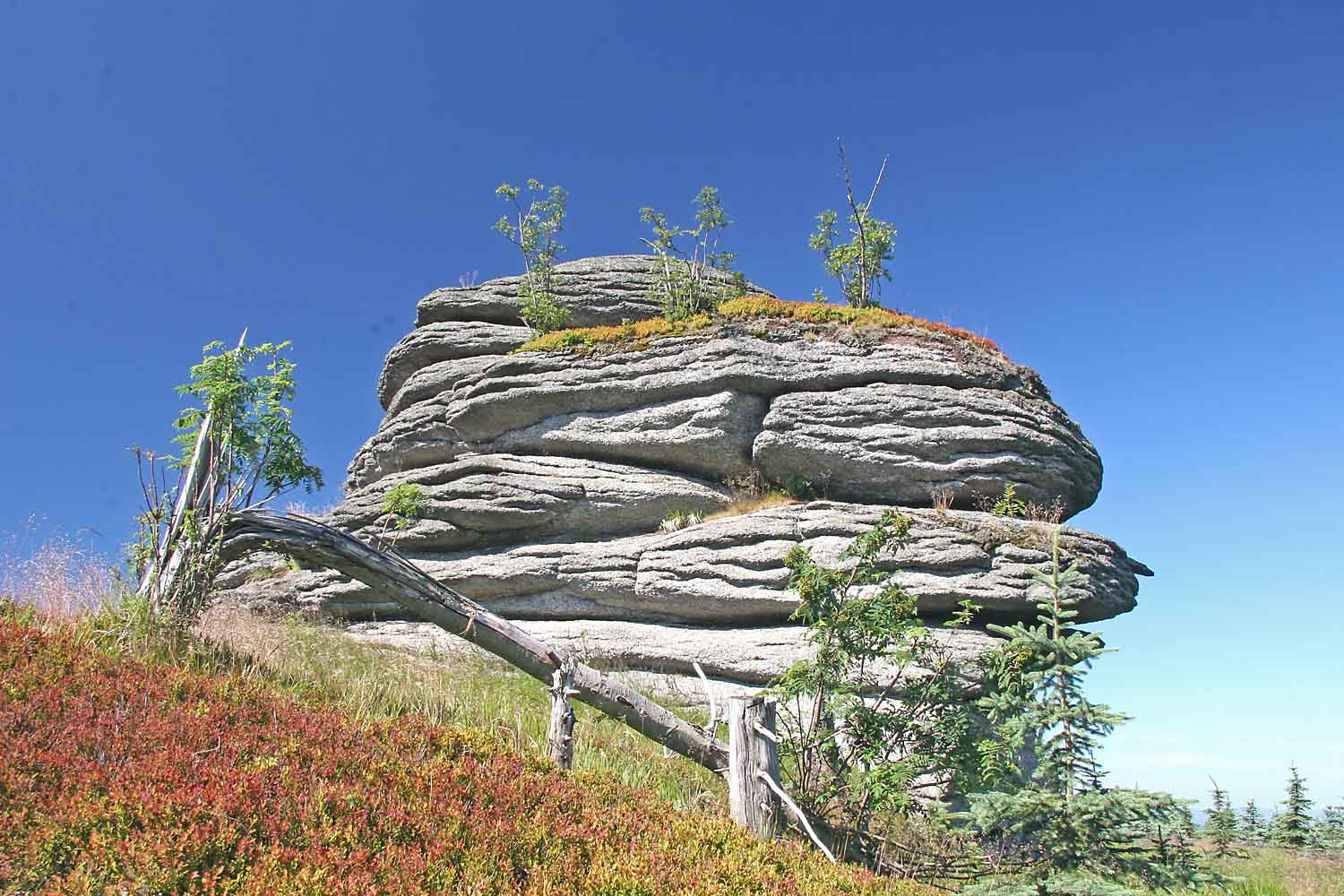
Monts Jizera : rocher Pytlácká (972 m).

## Transports
Par la route, Bílý Potok se trouve à 4 km de Hejnice, à 14 km de Frýdlant, à 31 km de Liberec et à 148 km de Prague.